# Thanh Trấn
Thanh Trấn (chữ Hán giản thể: 清镇市, bính âm: Qīngzhèn Shì, âm Hán Việt: Thanh Trấn thị) là một thành phố cấp huyện thuộc địa cấp thị Quý Dương, tỉnh Quý Châu, Cộng hòa Nhân dân Trung Hoa. Thành phố này có diện tích 1492 km², dân số năm 2002 là 500.000 người. Mã số bưu chính là 551400. Về mặt hành chính, thành phố này được chia thành 1 nhai đạo biện sự xứ, 3 trấn và 6 hương. Tổng cộng có 11 ủy ban thôn, 136 ủy ban xã khu cư.
- Nhai đạo: Thanh Long.
- Hồng Phong, Trạm Nhai, Vệ Thành và Tân Điếm.
- Hương: Bách Hoa, Âm Lưu, Lê Uy, hương dân tộc Bố-y và Miêu Mạch Cách, hương dân tộc Bố-y và Miêu Vương Trang, hương dân tộc Miêu Lưu Trường.